# Гул (река)
Гул (фр. Goul) је река у Француској. Дуга је 52 km. Улива се у Трујер. 